# Йозеф Радецький
Йога́нн Йо́зеф Ве́нцель (Антон Франц Карл) граф Раде́цький фон Ра́дец (нім. Johann Josef Wenzel Graf Radetzky von Radetz, чеськ. Jan Josef Václav Radecký z Radče; 2 листопада 1766 року, Тршебніце — 5 січня 1858 року, Мілан) — австрійський воєначальник і державний діяч, фельдмаршал (1836), російський генерал-фельдмаршал (1849); найвидатніший полководець Австрії свого часу. Учасник австро-турецької, Наполеонівських воєн, придушення італійської революції.

## Біографія
Молодим офіцером брав участь у австро-турецькій війні 1787—1791 років, вирізнявся в боях при Маренго і Гогенліндені. 1813 року призначений членом військової ради, працював над реорганізацією австрійської армії, особливо піклуючись про відрядження за кордон молодих офіцерів для завершення військової освіти. У битві під Лейпцигом відзначився як начальник штабу князя Шварценберга.
У мирні роки Радецький командував кавалерійською дивізією, потім був комендантом Оломоуца. З 1831 командував австрійською армією в Італії і завоював там значну популярність, з одного боку, як зразковий організатор армії і стратег, з другого — як суворий і холодний реакціонер.
У 1848 році він намагався силою придушити італійську революцію, але після 5-денного бою на вулицях Мілана повинен був (вночі 23 березня) з 15-ти тисячною армією відступити до Верони, там він отримав підкріплення і, скориставшись бездіяльністю ворога, на початку травня перейшов в наступ. Розбивши сардинців при Санта-Лучіан 6 травня, він фланговим маневром перейшов Мінчо у Мантуї і здобув нову перемогу при Куртатоне, але не досяг своєї мети — звільнення обложеної сардинцями Песк'єри (здалася 31 травня).
Після двомісячного перемир'я він розбив сардинців поблизу Кустоци і 6 серпня зайняв Мілан (за що згодом отримав орден Святого Георгія I класу), а 9-го встановив перемир'я. Після відновлення військових дій 10 березня 1849 він завдав сардинцям нової поразки біля Новари (23 березня), яка стала вирішальною в цій війні. Після падіння Венеції Радецький на посаді генерал-губернатора Ломбардо-Венеціанського королівства за допомогою суворих заходів добився спокою в Італії. Він не дожив до того, щоб побачити безпосередній результат своєї політики — втрату для Австрії спершу Ломбардії, потім Венеції. У 1858 році йому був споруджений пам'ятник у Празі, в 1892 — у Відні.
У 1849 році отримав звання російського генерал-фельдмаршала.

## Цікаві факти
- 1848 року Йоганн Штраус-старший написав «Марш Радецького» на честь Йозефа Радецького. Пізніше ця музика стала полковим маршем 5-го гусарського полку Радецького. Цей полк існує й сьогодні (як танковий), з тим же полковим маршем.

## Галерея

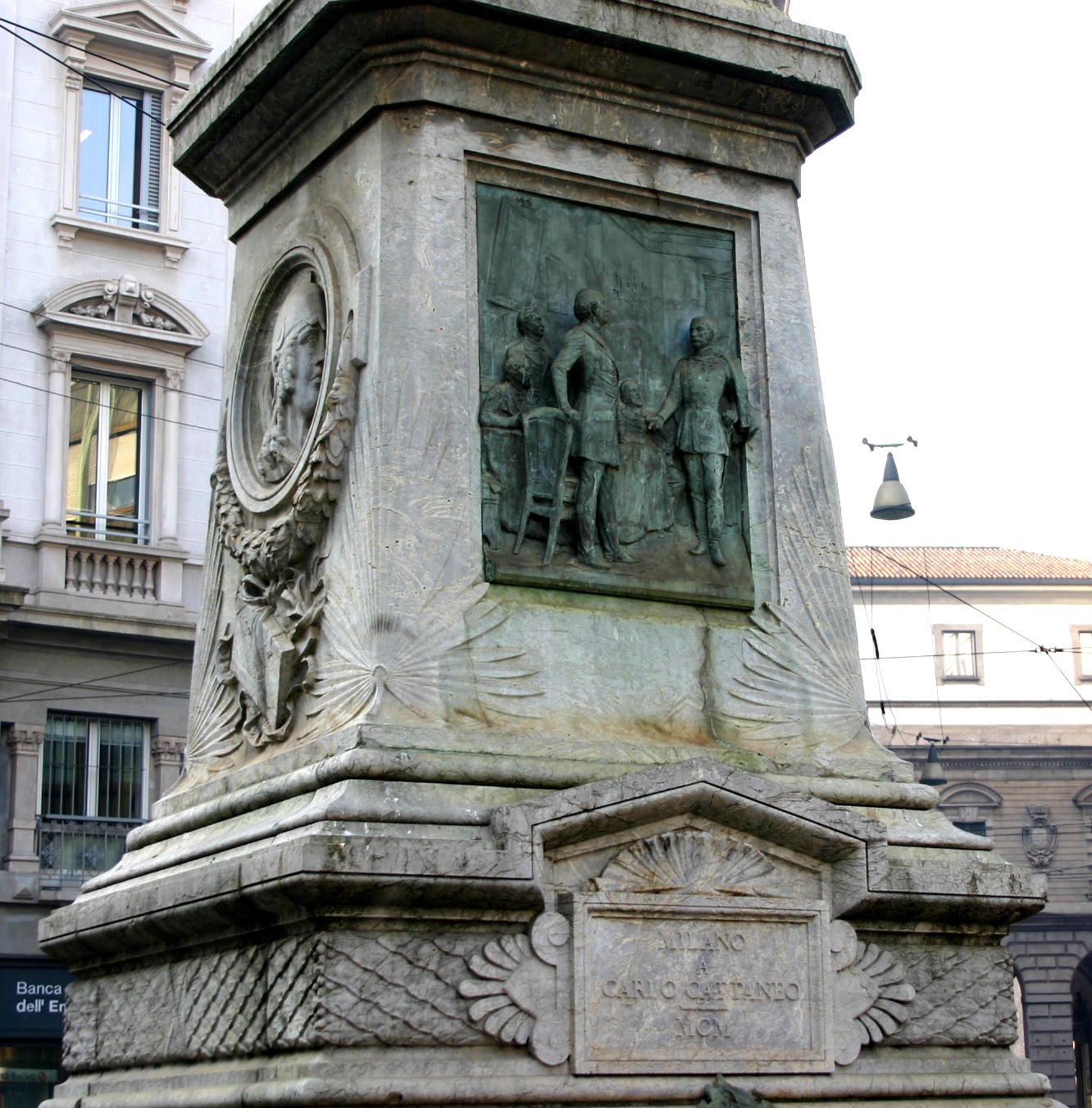
Пам'ятник Радецькому у Венеції
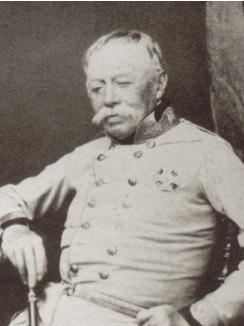
Граф Радецький (1856 рік)
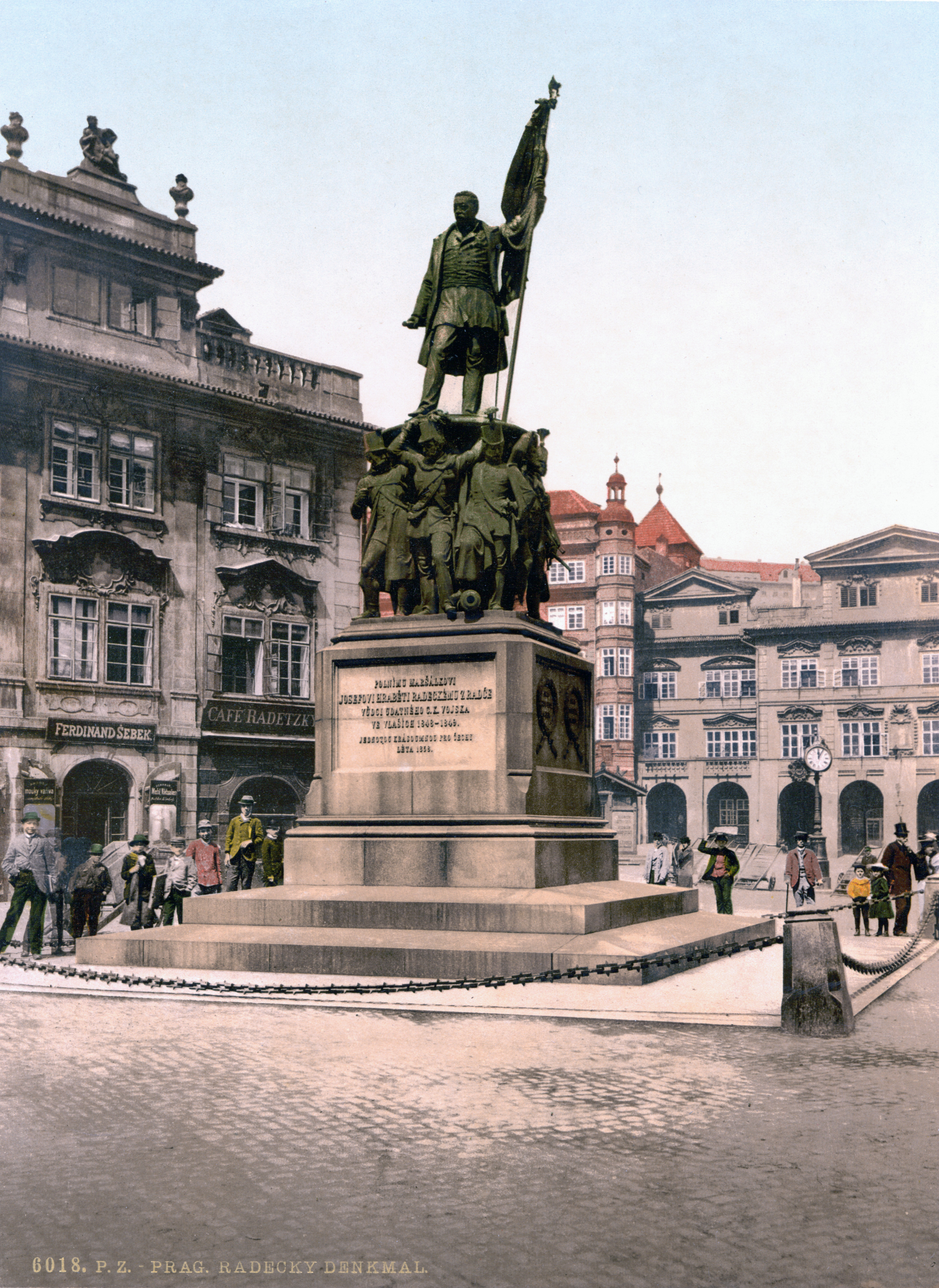
Памятник Радецькому у Празі
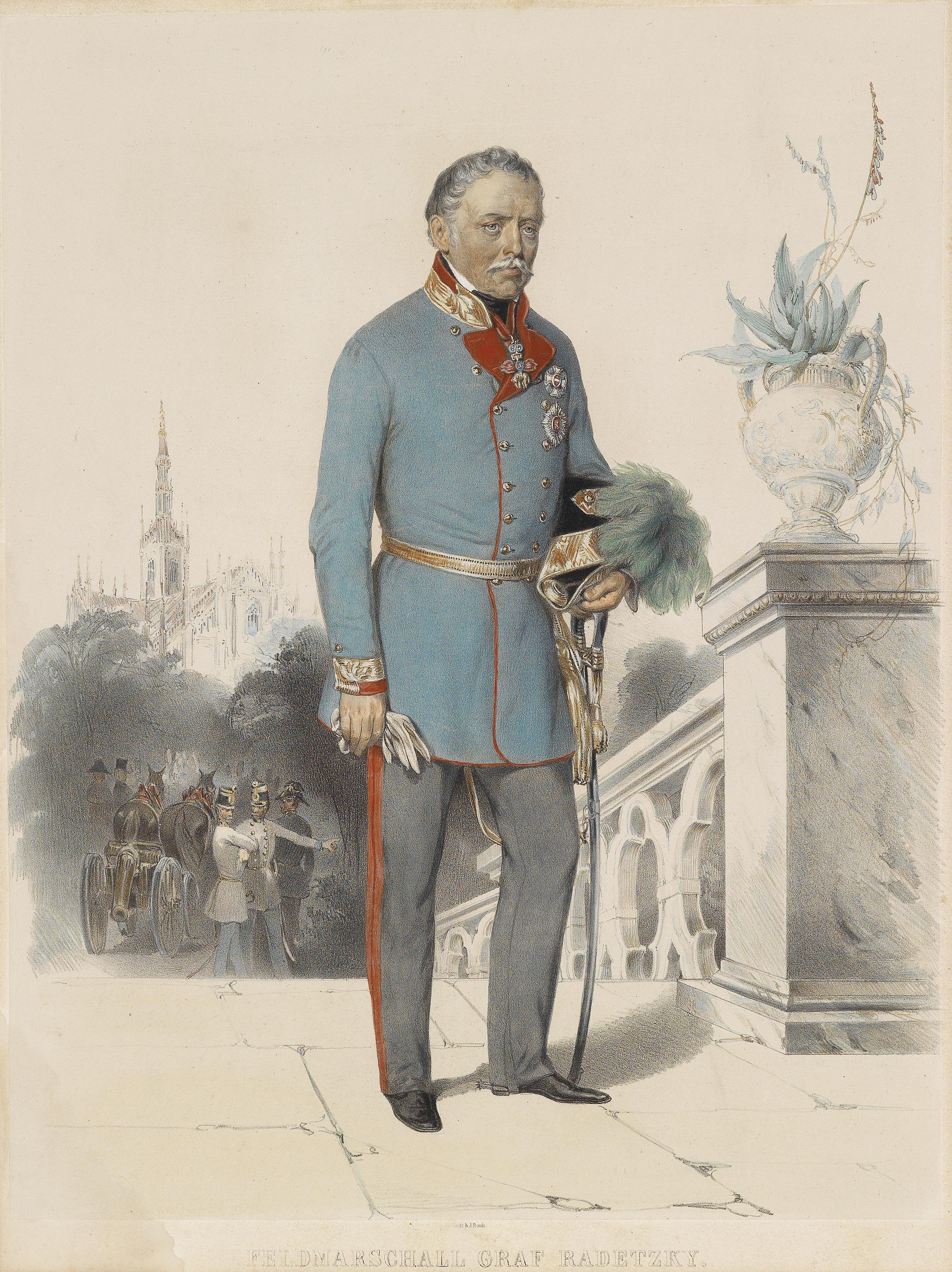
Йозеф Радецький (літографія, 1850)
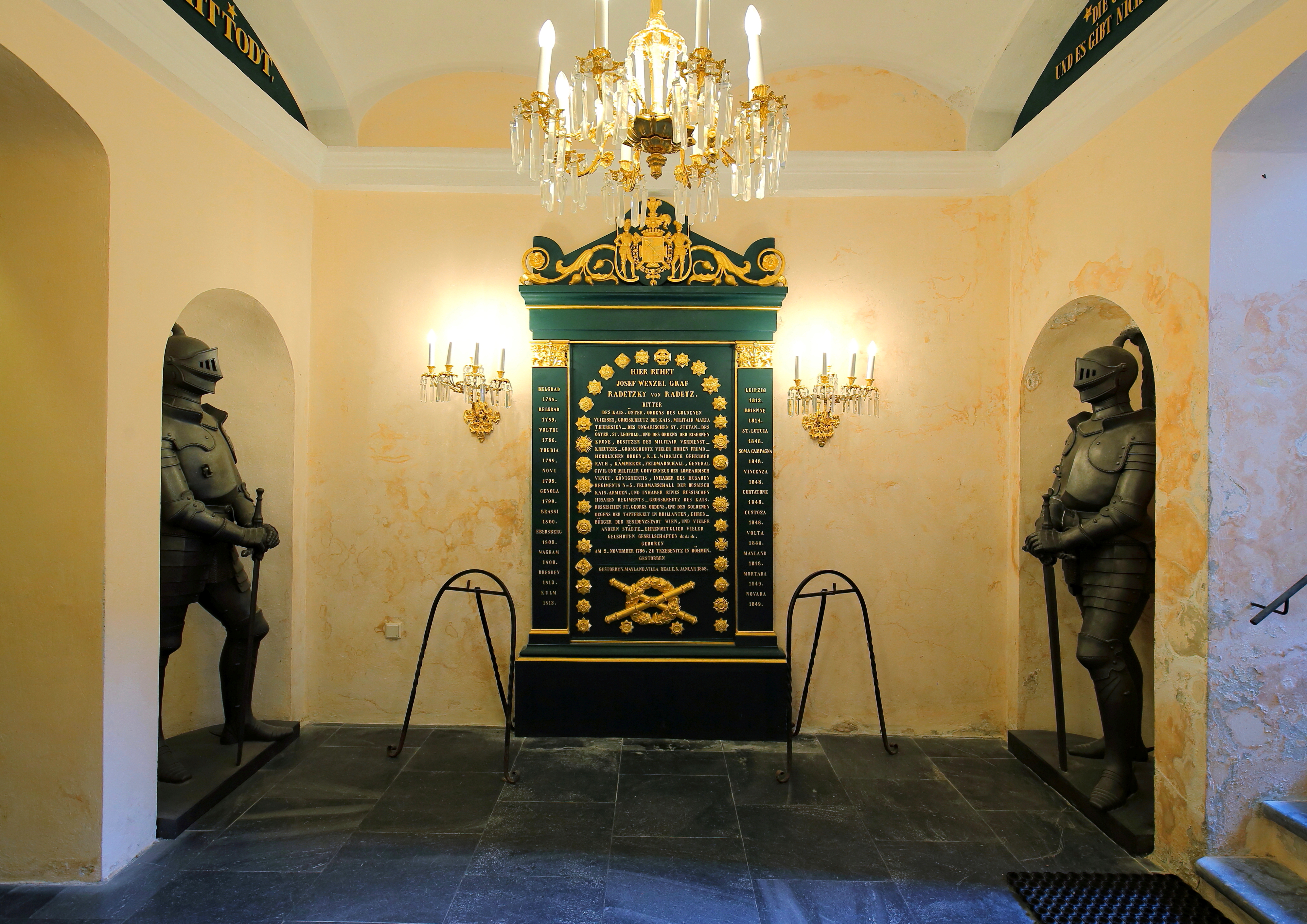
Могила графа Радецького